# Унгурени (Гергица)
Унгурени (рум. Ungureni) насеље је у Румунији у округу Прахова у општини Гергица. Oпштина се налази на надморској висини од 75 m.

## Становништво
Према подацима из 2011. године у насељу је живело 392 становника.